# Palácio Klov
50° 26′ 31,7″ N, 30° 31′ 57,5″ L

O Palácio Klov, onde fica a Suprema Corte da Ucrânia.

Palácio de Klov (em ucraniano:  Кловський палац) é a sede do Suprema Corte da Ucrânia em Kiev. O edifício leva o nome de Klov, um bairro do distrito de Pechersk.
A residência barroca foi construída entre 1752 e 1756 com fundos fornecidos por Kyiv Pechersk Lavra. Esperava-se que a família real russa permanecesse no palácio durante as visitas ao mosteiro, como fizeram no palácio de madeira que o precedeu. Acredita-se que os arquitetos tenham sido Gottfried Johann Schädel e Pyotr Neyelov.
O palácio nunca foi visitado por nenhuma realeza, entretanto, e não demorou muito para que ele caísse em ruínas. Catarina II da Rússia, que estava passando por Kiev em 1787, preferiu o Palácio Mariinskyi como residência. O palácio pegou fogo na sequência da Revolução Russa. Um processo de restauração foi realizado na década de 1970.

## Ocupantes do palácio
- A editora do Mosteiro de Kiev Pechersk (década de 1760)
- Um hospital militar (1770-1811)
- Primeiro Ginásio de Kiev (1811-1857)
- A escola diocesana para meninas (final do século XIX)
- O Museu Ucraniano da Grande Guerra Patriótica (1974-81)
- O Museu de História de Kiev (décadas de 1980 e 1990)